# Lacconectus fulvescens
Lacconectus fulvescens är en skalbaggsart som beskrevs av Victor Ivanovitsch Motschulsky 1855. Lacconectus fulvescens ingår i släktet Lacconectus och familjen dykare. Inga underarter finns listade i Catalogue of Life.